# Peter de Mendelssohn

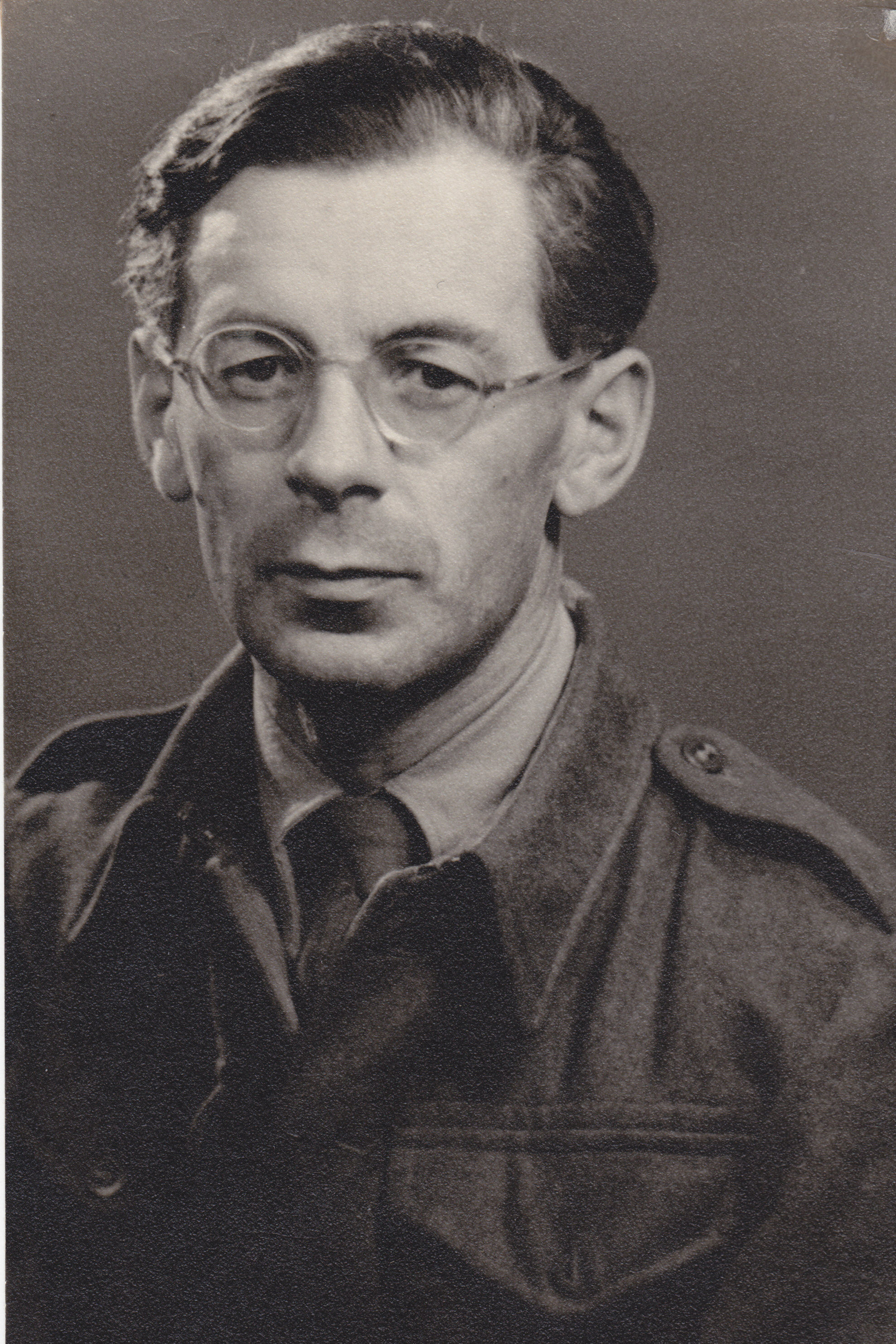
Peter de Mendelssohn, 1945

Peter de Mendelssohn (* 1. Juni 1908 in München; † 10. August 1982 ebenda; eigentlich Peter Mendelssohn, Pseudonym: Carl Johann Leuchtenberg) war ein deutsch-britischer Schriftsteller, Historiker, Essayist und Übersetzer.

## Leben
Peter de Mendelssohn war Sohn des Goldschmieds Georg Mendelssohn aus der Familie Mendelssohn aus Jever. Er wuchs in Hellerau (einer Gartenstadt bei Dresden) auf. 1926 begann er in Berlin eine Karriere als Journalist. Er veröffentlichte ab 1930 erste literarische Arbeiten. Aufgrund seiner jüdischen Abstammung emigrierte er nach der Machtergreifung Hitlers 1933 zunächst nach Wien, dann nach Paris, 1936 nach London. 
Mitte 1936 verfasste Mendelssohn zusammen mit Richard A. Bermann eine Denkschrift über die Begründung einer Deutschen Akademie in New York, die Hubertus Prinz zu Löwenstein für seine American Guild for German Cultural Freedom benötigte. Das Verdienst, das sich Mendelssohn um diese Organisation erwarb, bestand darin, Thomas Mann für die Idee jener „Deutschen Akademie der Künste und Wissenschaften im Exil“ gewonnen zu haben. Er besuchte ihn am Ende einer sechswöchigen Werbetour durch halb Europa. Zudem erleichterte ihm eine von der Guild gezahlte Vergütung, das Wohlwollen von Hilde Spiels Vater zur geplanten Heirat zu erlangen. Außerdem erwirkte Löwenstein bei Francesco von Mendelssohn das Einverständnis zu Peters Annahme des Adelsprädikats, die bei erbadeligen Verwandten sonst hätte zu Protest führen können.
Peter de Mendelssohn erhielt die britische Staatsbürgerschaft und arbeitete während des Zweiten Weltkriegs im britischen Staatsdienst. Nach dem Krieg war er Pressechef bei der Britischen Kontrollkommission in Düsseldorf. Er berichtete von den Nürnberger Prozessen und arbeitete maßgeblich am Aufbau eines demokratischen Pressewesens in der britischen Besatzungszone mit. So war er an der Gründung von Zeitungen wie Der Tagesspiegel und Die Welt beteiligt. 1970 übersiedelte Peter de Mendelssohn wieder in seine Geburtsstadt München.
Ab den 1930er Jahren veröffentlichte er zahlreiche Romane, Erzählungen und Essays – diese überwiegend zu historischen und politischen Themen – sowohl in englischer als auch in deutscher Sprache. Darüber hinaus arbeitete er als Übersetzer aus dem Englischen und Französischen.
Größte Beachtung fanden seine biographischen Werke:
- Churchill – Sein Weg und seine Welt.
- Der Zauberer – Das Leben des Schriftstellers Thomas Mann. (2 Bände, unvollendet)
- In dem 1971 erschienenen Essay-Band Das Gewissen und die Macht schilderte er für das deutsche Publikum Aspekte und Gestalten der britischen Geschichte wie das Elisabethanische Zeitalter oder Oliver Cromwell.
- 1955 arbeitete er auch an dem Drehbuch zu dem Spielfilm Marianne mit.

Vor seinem Tod konnte er noch die ersten Bände sowohl einer Werkausgabe als auch der Tagebücher Thomas Manns herausgeben.
Von 1936 bis 1970 war de Mendelssohn mit der Schriftstellerin Hilde Spiel verheiratet. Mit ihr hatte er den Sohn Felix de Mendelssohn, der als Psychoanalytiker in Wien und Berlin lebte.
Sein Grab befindet sich auf dem Bogenhausener Friedhof in München.

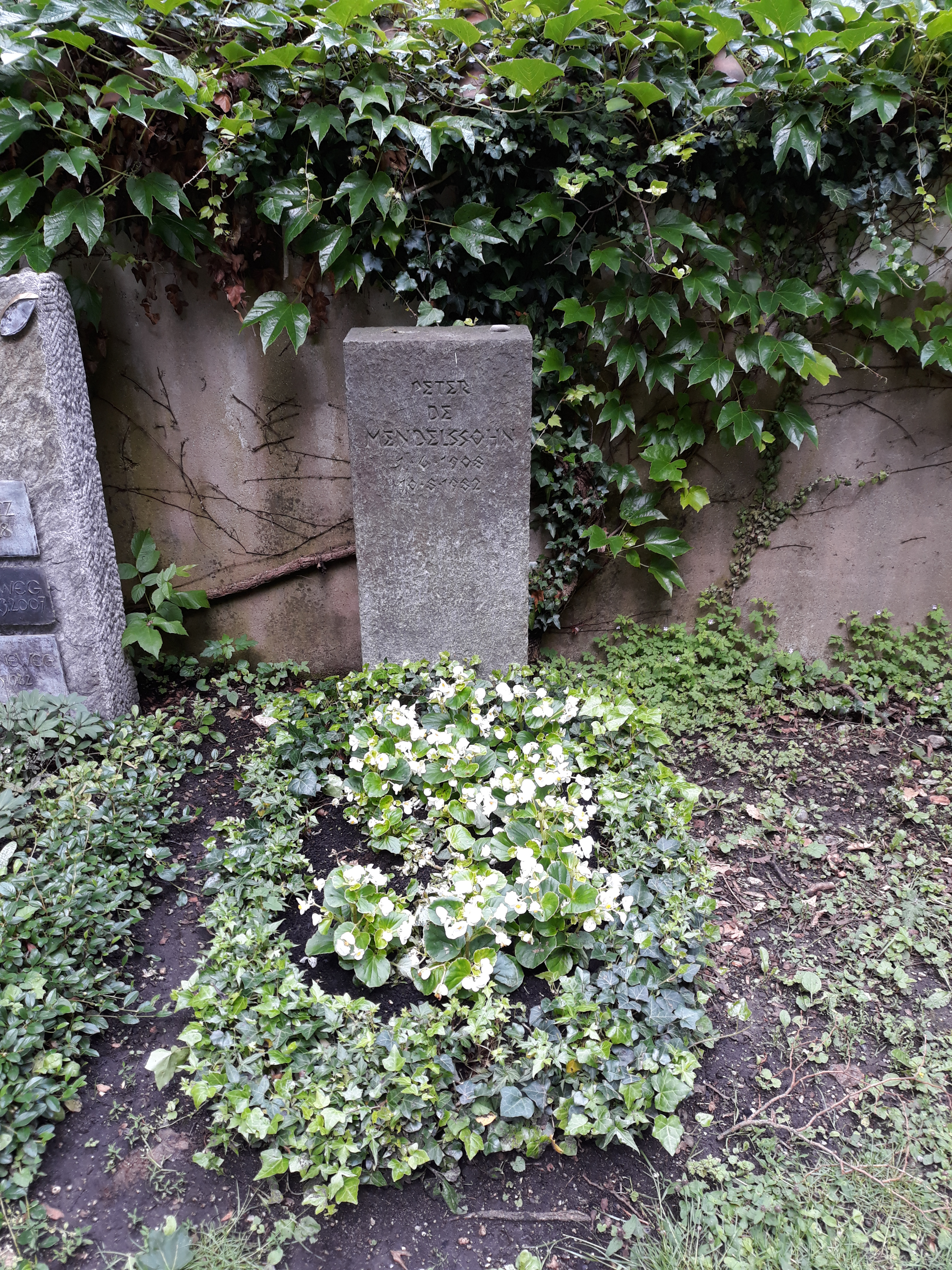
Grab Peter de Mendelssohns

## Ehrungen
- 1972: Mitglied der Deutschen Akademie für Sprache und Dichtung
- 1976: Bayerischer Verdienstorden[3]
- 1978: Großes Verdienstkreuz der Bundesrepublik Deutschland[4]

## Werke (Auswahl)

### Autor

#### Belletristik
- Fertig mit Berlin? Roman. Mit einem Nachwort von Katharina Rutschky. Elfenbein, Berlin 2003, ISBN 978-3-932245-50-3 (Nachdruck der Ausg. Leipzig 1930).
- Paris über mir. Roman. Reclam Verlag, Leipzig 1931.
- Schmerzliches Arkadien. Roman. Krüger, ISBN 978-3-8105-1204-8 (Nachdr. d. Ausg. 1932). Ins Französische übersetzt: Douloureuse Arcadie. éditions Stock, 1935; das Buch wurde 1955 von Julien Duvivier verfilmt, Titel Marianne de ma jeunesse.
- Das Haus Cosinsky. Roman. Oprecht & Helbling, Zürich 1934.[5]
- Wolkenstein oder die ganze Welt (unter dem Pseudonym Carl Johann Leuchtenberg). Ralph A. Höger Verlag, Wien 1935.[6]
- All That Matters. Roman. Henry Holt, New York.[7]
  - deutsche Ausgabe unter dem Titel Das zweite Leben. Hamburg 1948.
- Across the Dark River. Roman. Doubleday, New York 1939[8]
  - Über den dunklen Fluss. Roman. Deutsche Erstübersetzung von Agnieszka Jankowska. edition lex liszt 12, Oberwart 2021, ISBN 978-3-99016-176-0.
- Festung in den Wolken. Erzählung (The hours and the centuries). Amstutz, Zürich 1946 (Exilausgabe).

#### Sachbücher
- The Nuremberg Documents / Some Aspects of German War Policy 1937–45. Allen & Unwin, London
  - Die Nürnberger Dokumente – Studien zur deutschen Kriegspolitik 1937–45. Vom Verfasser durchgesehene Übersetzung  aus dem Englischen von Walter Lenz. Krüger Verlag, Hamburg 1946
- Überlegungen. Vermischte Aufsätze. Krüger, Hamburg 1948.
- Churchill. Sein Weg und seine Welt. Band 1: Erbe und Abenteuer. Die Jugend Winston Churchills 1874–1914. Lemm, Freiburg 1957.
- S. Fischer und sein Verlag. S. Fischer, Frankfurt am Main 1986, ISBN 3-10-049401-6 (Nachdr. d. Ausg. Frankfurt am Main 1970).
- Zeitungsstadt Berlin. Menschen und Mächte in der Geschichte der deutschen Presse. Erstausgabe Ullstein, Berlin, 1959. Überarb. u. erw. Ausg. Ullstein, Frankfurt am Main 1982, ISBN 3-550-07496-4. Neu herausgegeben von u. a. Lutz Hachmeister; Leif Kramp; Stephan Weichert: Ullstein Buchverlage, 2017 ISBN 978-3-550-08157-6.
- Der Zauberer. Das Leben des Schriftstellers Thomas Mann. Fischer, Frankfurt am Main.

1. 1875–1918. 1975, ISBN 978-3-10-049402-3.
2. Jahre der Schwebe. 1992, ISBN 978-3-10-049405-4.

#### Aufsätze
- Glanz und Elend des Richard Savage. In: Die Zeitung vom 30. Juli 1943, S. 6.

### Übersetzungen
- Lillian Ross: Film. Eine Geschichte aus Hollywood. 1953.
- Steven Runciman: Geschichte der Kreuzzüge. 1957–1960.
- Steven Runciman: Die Eroberung von Konstantinopel 1453. 1966.
- Desmond Bagley: Die Gnadenlosen. 1968.
- Dorothy Dunnett: Das Königsspiel. 1969.